# Jean Dries
Pour les articles homonymes, voir Dries.
Jean Dries, pseudonyme de Jean Driesbach, né à Bar-le-Duc (Meuse) le 19 octobre 1905 et mort à Paris 4e le 26 février 1973, est un peintre français.
Lorrain par ses origines, né l'année même où apparaissait le fauvisme au Salon d'automne, il devient peintre de l'Île-de-France par sa formation aux Beaux-Arts de Paris dans l'atelier de Lucien Simon, par ses escapades dans la Zone, par l'installation de plusieurs ateliers, jusqu'à son établissement définitif dans l’Île Saint-Louis au 15, quai d'Anjou.
Peintre provençal aussi, dès les années 1930, grâce à ses nombreux séjours sur les traces de Cézanne et Van Gogh, il installera à Aurel, dans le Vaucluse, le dernier de ses ateliers.
Enfin, peintre normand d'adoption, il se fixa très tôt à Honfleur, où l’avaient attiré ses amis Jean Jardin et Edmond Duchesne. Il y fit en 1936 l’acquisition d’une maison pour sa famille, et il y fit fonction de 1953 à 1973 de conservateur du musée Eugène-Boudin qui conserve aujourd'hui quelques-unes de ses œuvres.
Mais Jean Dries, qui considérait que l'art transcende les frontières nationales, ne cessa de voyager hors de France et même d’Europe : vers l’Espagne et l’Italie, où l’attirait son admiration pour les maîtres espagnols et italiens, en Algérie où il enseigna quelques mois le dessin au collège colonial de Sétif et en Argentine à Mendoza, où le gouvernement français l'avait envoyé au printemps 1940 pour organiser les études picturales à l'université de Cuyo et pour défendre la culture française. Dans son art, il a toujours revendiqué une totale indépendance esthétique. Exposant dès 1928 dans les Salons — Salon d'automne, Salon des Tuileries, Salon des indépendants — il récusait toute appartenance à une école, tout enfermement dans un style ou un genre particulier. Il pratiquait aussi bien le paysage, que le portrait et l'autoportrait, le nu que la nature morte, les marines que les courses de chevaux ou de taureaux.
Influencé par l'impressionnisme comme par le cubisme et surtout le fauvisme, il ne céda jamais à l’abstraction ainsi qu’il l’écrit dans son Cahier bleu : « On ne peut pas se passer de la nature. Il ne faut pas la torturer ni se torturer ». Grand coloriste, soucieux en même temps dans ses tableaux de l’équilibre de la composition, on a pu écrire à son propos qu’il était « un Cézanne fauve ».

## Biographie
Jean Dries naît le 19 octobre 1905 à Bar-le-Duc.
Aucun antécédent familial ne prédisposait Jean Dries (Driesbach pour l'état-civil) à devenir artiste peintre. Sa famille maternelle, d’origine lorraine et franc-comtoise n’était pas proche des milieux artistiques. Ses grands-parents paternels, vignerons à Soultzbach, près de Colmar (Haut-Rhin) avaient en 1871 choisi de quitter l'Alsace pour rester français et s’étaient fixés à Bar-le-Duc où son père exerçait les fonctions d'huissier. Jean Dries naquit rue du Bourg, dans la basse ville et fit avec succès des études au lycée, interrompues à deux reprises par la Première Guerre mondiale : l'avance allemande en 1914-1915 et en 1917-1918 avait contraint la famille à se réfugier à Saint-Pair-sur-Mer, près de Granville. Ce fut pour le jeune Jean le premier contact avec le dessin, et surtout avec la mer : « Grosse impression devant la mer », écrit-il, « jeux dans les rochers. Le port de Granville ». L'année 1921 sera pour la carrière de Jean Driesbach un tournant décisif : la disparition de son père, des suites d’une longue maladie, le contraint, pour aider sa famille, à travailler chez le maitre-verrier Gambut. D’autre part, un grave accident à la colonne vertébrale — dont il souffrira toute sa vie — le tient huit mois durant immobilisé dans un plâtre : « Je me distrais en peignant des natures-mortes et des portraits ». Son talent est alors remarqué par son ami, le futur graveur Paul Lemagny, et encouragé par son professeur de philosophie Pierre Salzi, qui lui fait connaitre le peintre Jules-Émile Zingg.

### Années de formation (1926-1930)
Fort de l'aide de 200 francs de ses concitoyens de l'Association des anciens élèves du lycée de Bar-le-Duc, de 800 francs de la ville, un prêt d'honneur du département de la Meuse), Jean Driesbach quitte la Lorraine pour Paris, où il va fréquenter à l'École des beaux-arts les ateliers d'Auguste Laguillermie et de Lucien Simon. Logé d'abord rue des Canettes, dans la très modeste pension Jamin : « J'occupais une ancienne cuisine à l'entresol, prenant jour sur une cour minuscule et sombre », il obtiendra rapidement une chambre à la Fondation Deutsch de la Meurthe (Cité internationale universitaire de Paris). Il s'y fait de nombreux amis et découvre la musique : « j'y entendis pour la première fois Beethoven et Mozart ». Parmi ses condisciples des Beaux-Arts, certaines amitiés dureront toute sa vie, par exemple avec Paul Arzens. Pour subsister, Jean Dries est obligé pour cela de se livrer à « différents travaux : bonbonnières genre ancien, têtes de poupées ».

#### Travail
À Paris, Jean Driesbach (qui prend le pseudonyme de Jean Dries) fréquente les Beaux-Arts, mais aussi les académies de Montparnasse — où il dessine énormément — et les musées où il se dit « très impressionné par Courbet et Cézanne ». Son talent de dessinateur est reconnu en 1926 par un « premier prix de modèle vivant vêtu à la moderne » pour Un franciscain et en 1927 par le certificat d’aptitude à l’enseignement du dessin.

#### Vacances
Les vacances voient Jean Dries en famille à Bar-le-Duc, peignant dans la campagne (Les Bords de l’Ornain, La Forêt de Massonges), s’essayant au portrait (ses deux sœurs) mais aussi à ses premières grandes compositions : Trois nus dans un paysage (1927), ou Le Déjeuner en forêt (1928). « Je n’ai, écrit-il, jamais peint avec autant de plaisir ». Il effectue ses premiers voyages : en 1928, il parcourt rapidement l’Auvergne et le Midi (Avignon et Nîmes), mais c’est son séjour d’hiver en février 1929 à Cassis qui le marque le plus profondément : c’est « le merveilleux voyage, le souvenir le plus cher ». En séjour d’étude à Londres, à l’Institut de France, en février-mars 1929, il découvre avec celui qui sera son ami de toujours Jean Jardin, le British Museum, la National Gallery, mais aussi la peinture hollandaise (Rembrandt, Van Gogh). Enfin en 1930, avec un autre de ses fidèles amis, Alexandre Marc-Lipianski, il visite l’Espagne dont il admire les paysages et visite les musées : « Quelle émotion devant les Velasquez et les Goya ! ».

### Installation dans la vie d’artiste

#### Reconnaissance précoce
Encore étudiant, en 1928, Dries expose au Salon d'automne et au Salon des indépendants ses premières grandes toiles, et en 1931, L'Atelier peint l'année précédente. Ces envois retiennent l’attention de la critique qui lui consacre de longs développements. En novembre 1932, Thiébault-Sisson écrit dans Le Temps : « Dries est un peintre-né et je connais peu de talents plus riches de promesses que le sien ». Dès 1929, il réalise, dans l'escalier de la Comédie des Champs-Élysées, sa première exposition particulière (47 peintures et aquarelles) et en 1930, l'État lui achète une première toile : Sous-bois dans la Meuse. Reconnu par la critique, apprécié par les collectionneurs publics ou privés, Dries est enfin reconnu par ses pairs : rentrant en 1936 de Normandie avec un ami médecin, il rencontre à Rueil-la-Gadelière le peintre Maurice de Vlaminck. Ce dernier l'invite à montrer ce qu'il fait et conclut la visite par ces mots : « Pas mal, sa carpe. Vous êtes peintre ».

#### Installation à Paris et Honfleur
À partir de 1930, le peintre pose son chevalet à Paris, près de la porte d'Orléans : il occupe divers ateliers, avenue du Maine, rue Brancion et enfin avenue Ernest-Reyer, près de la Zone où il va peindre. Il fait alors venir de Bar-le-Duc sa mère et ses deux sœurs. Parallèlement, il acquiert pour elles à Honfleur, rue Bucaille, une maison qu’ils occuperont de 1936 à 1961. Il y avait été attiré par ses amis Jardin et Duchesne, mais pour cet amoureux du midi, « le premier contact a été pénible. Tout me paraissait mièvre, mou… Je mettrai des années à vaincre cette répugnance, à noter toutes les délicatesses de ces paysages de l'Ouest, ce berceau de l'Impressionnisme ». S'installer n'exclut pas de voyager ; professionnellement d'abord : Dries doit prendre un poste d'enseignement au collège colonial de Sétif en Algérie (fin 1935). Cette expérience de quelques mois le laissera déçu et il n’en rapportera que quelques études. « L'orientalisme, conclut-il, m'a désorienté ». Plus fructueux seront ses voyages en Italie et en Suisse (1932), en Espagne, où il séjourne deux semaines à Cadaqués, « j’y rencontre parfois le peintre Salvador Dali. Il possède une maison et scandalise le pays par son accoutrement » et surtout le long voyage qui en 1937 le mène de Cassis à Arles et Saint-Rémy-de-Provence, dans le souvenir de van Gogh. Il parcourt enfin la Toscane et Rome, où il retrouve son ami Paul Lemagny qui séjourne à la villa Médicis, et les paysages de Corot. Enfin, pour « faire le point », il présente en 1938, à Paris à la galerie Charpentier une importante exposition rétrospective de 84 peintures et 21 aquarelles.

### Maturité (1938-1964)
En 1938, Jean Dries est un artiste reconnu : il expose régulièrement dans les salons et dans les galeries, les collectionneurs privés, mais aussi l'État et la Ville de Paris acquièrent ses œuvres. Il s’est fixé à Paris et à Honfleur, où il dispose de deux ateliers ; et pourtant sa vie va changer.

#### Guerre et immédiat après-guerre (1938-1950)
Boursier en décembre 1938 de l'abbaye de Royaumont, près de Paris, il y rencontre « mademoiselle Rosset, une excellente musicienne » dont il fera son épouse le 11 novembre 1939, et qui désormais sera son modèle de prédilection. La déclaration de la Seconde Guerre mondiale les surprend à Lourmarin où Dries était pensionnaire de la Fondation de Lourmarin Laurent-Vibert. Non mobilisable du fait de son état de santé, il est d'abord envoyé à Langrune-sur-Mer comme professeur de dessin au lycée Carnot replié de Paris. L'expérience à nouveau le déçoit : « j'ai, écrit-il en décembre, autre chose à faire » Le gouvernement français l'envoie alors en Argentine à Mendoza, à l’université de Cuyo : il y organisera les études de peinture et son épouse y enseignera la musique. C'est à l'escale de Rio que le jeune couple apprendra le désastre du printemps 1940. Si Dries trouve en Argentine et au Chili de nouveaux paysages à peindre, s’il y rencontre des élèves intéressés et de nouveaux amis (le graveur Victor Delhez, la cantatrice Jane Bathori), la tristesse, l’inquiétude pour la famille restée en France sont les plus fortes. Malgré la proposition d'un contrat de cinq ans, malgré le succès de l’exposition de Buenos Aires, présentée par Margarita Abella Caprile, les Dries décident de s’embarquer pour la France le 4 décembre 1941, juste avant la fermeture de la navigation (Pearl Harbor 7 décembre 1941). Sur le chemin du retour, à l'invitation du ministre portugais de la Propagande, ils s'arrêtent à Lisbonne, où Dries expose quelques toiles : « un succès inespéré… la presse très chaleureuse, les acheteurs nombreux » puis à Nazaré avant de regagner Paris au printemps 1942. Ils trouvent au 15, quai d'Anjou, dans l’île Saint-Louis, l’appartement dont Dries fera son « havre » principal et son atelier jusqu'à sa disparition. Partageant son temps entre Paris, Honfleur, Compiègne, Porquerolles, dans les Îles d'Hyères et Francheville dans l’Eure, Dries engage son art dans une expérience qui va durer quelques années : il entreprend deux tableaux qui occupent dans son œuvre une place importante : le Portrait de la mère de l'artiste et surtout Paris, 25 août 1944 : « une femme nue de dos, accoudée à un balcon où flottent des drapeaux. Elle symbolise Paris enfin libre ». Le recours à des couleurs très contrastées, le cerne rouge qui enveloppe les formes marquent l’entrée dans ce que certains ont appelé « la période rouge ». La paix revenue, Dries peut reprendre ses voyages vers l'Italie et la Suisse (1947), Lourmarin, où la Fondation de Lourmarin Laurent-Vibert lui offre un second séjour (la guerre avait écourté le premier), Londres (1948), l'Espagne enfin où il séjourne deux semaines à Majorque (1949). Enfin, en 1949, son fils Sébastien vient agrandir la famille et proposer de nouveaux thèmes au travail de l’artiste.

#### Après leCahier bleu(1950-1964)
Le Cahier bleu dans lequel Dries a consigné ses réflexions d’artiste, s'arrête en 1950. Sans doute Dries est-il alors trop occupé par son travail, sa vie de famille, et surtout les obligations qu’à Honfleur il a choisi d’assumer. Le travail d’abord : il voit affluer des commandes nombreuses, pour la chambre de commerce de Caen (1948, deux panneaux) pour la Cité universitaire de Paris (Fondation Victor Lyon, 1950) pour le collège et la chambre de commerce de Honfleur (1958), la Compagnie générale transatlantique (pour le minéralier Lens en 1959), et surtout pour l’appartement Flandres du paquebot France en 1961. Il s’essaie à la lithographie (deux œuvres répertoriées : Bassin de la gare à Honfleur et Le Jockey, 1956) et à l’illustration (La Sainte Vehme de Pierre Benoit, publiée en 1969 chez Albin Michel). Mais l’essentiel de son métier reste de « peindre pour lui », en s’inspirant des études glanées au cours de ses voyages : courses et marines lui inspirent Le Bonheur à Deauville (1955), le midi Le Vallon à Menton (1960) ou Le Port de Saint-Tropez (1953), l'Italie San Giorgio Maggiore à Venise (1957). Mais il doit aussi consacrer de plus en plus de temps à deux activités annexes. D’une part, il crée avec des amis peintres et la complicité du maire de Honfleur (lui-même artiste) la Société des artistes honfleurais qui pendant cinquante ans organisera un salon annuel. Sélectionner les exposants, chercher les œuvres des artistes auxquels la société rend hommage, trouver les mécènes, tout cela exige une volumineuse correspondance et parfois beaucoup de diplomatie. D'autre part, chargé de seconder, à partir de 1950, Voisard-Margerie à la conservation du musée municipal de Honfleur, il lui succède à partir de 1953. Là encore Dries doit sacrifier à cette tâche une part croissante de son temps et de sa santé. Son activité de peintre est couronnée en 1962 par un premier prix de peinture de la Ville de Montrouge et surtout par le grand prix de peinture de la Ville de Paris en 1958. Ses efforts en faveur du développement de l’art sont reconnus par l'État qui le nomme chevalier de la Légion d'honneur en 1962.

### Dix dernières années (1964-1973)
Alors que sa santé se dégrade, Jean Dries installe un nouvel atelier à Aurel dans le Vaucluse. Il y a été attiré par son amour pour les paysages méditerranéens, et aussi par l’amitié du peintre Pierre Ambrogiani, qui exposait à Paris dans la même galerie que lui. Touché par le charme de ce village et de ses environs — il y retrouvait, disait-il parfois, certains aspects de la campagne de Sétif —, il y retourne tous les étés pour s’y retremper dans les paysages solidement charpentés de Cézanne et les lumières vibrantes de couleur qu’il appréciait chez les fauves. Mais ses activités au musée de Honfleur lui prenait trop de temps, et la nécessité d’y surveiller les travaux d’agrandissement entrepris en 1972 le contraignait parfois à abandonner son cher Midi. C’est au retour d’une visite de chantier qu’une crise cardiaque le terrasse à son domicile parisien le 26 février 1973. Il laissait inachevée sa dernière œuvre, une Montagne Sainte Victoire, ultime hommage au maître d’Aix.

## Œuvre

### Artiste peu connu
« Jean Dries, un homme secret » : Dries a peu communiqué sur son art, si l’on excepte les notes du Cahier bleu interrompu en 1950. D’autre part, seul l'ouvrage Jean Dries publié en 1979 aux Éditions Junès et fils couvre son œuvre de façon exhaustive et sans prétention scientifique.

### Quelques caractères permanents

#### Artiste indépendant
Jean Dries ne se réclame d’aucune école : « Je ne suis pas du tout impressionné par les écoles. Je fais ma peinture. Je cherche à m’exprimer le plus sincèrement et le plus totalement possible ». On l’a cependant parfois assimilé à l’École de Paris ou encore à un groupe des « peintres de l’estuaire », mais il s’agit dans ce dernier cas d’un groupe informel, sans autre lien qu’une commune affection pour Honfleur et l’estuaire de la Seine. Liberté complète aussi dans le choix des thèmes traités : « Que peignait-il ? Ce qu’il voyait… tout et n’importe quoi » remarque Daniel-Rops en 1962. « Adorateur robuste et franc du paysage normand, des nudités féminines plantureuses, des nourritures terrestres les plus saines », Dries s’est essayé à tous les genres picturaux : paysage, nu, nature-morte, mais aussi portrait, marine, courses ou grandes compositions, aucun sujet ne laissait indifférente sa sensibilité.

#### Artiste exigeant
Jean Dries « recherche constamment, il n’est jamais satisfait, il est en devenir permanent ». « Je peins une grande toile que j’intitule Concert champêtre […] Je l’envoie aux Tuileries, mais je n’en suis pas très satisfait ». Cette insatisfaction explique que nombre d’œuvres ne soient pas signées : Dries ne le faisait que lorsqu’il devait exposer une œuvre ou la céder à un amateur ; un tableau n’était à ses yeux jamais achevé et il pouvait à tout moment le modifier. Jean Dries détruisait les œuvres dont il n’était pas satisfait. Il évalue ainsi en 1956 son « œuvre peint à environ 1100 toiles, dont 300 approximativement ont été détruites par l’artiste ».

#### Œuvre en devenir permanent
Dries, à partir de sa maturité, n’a cessé d’explorer des voies nouvelles : « Ce qui m’importe, c’est la construction du tableau […] Je reviens toujours aux mêmes thèmes avec des périodes de recherche différentes ». Cette diversité rend parfois difficile de classer les œuvres et l’artiste dans une catégorie étroitement définie. Quelques permanences émergent dans son travail : « On ne peut se passer de la nature ». « On va me dire : comme tout cela est « réaliste », et bien sûr je vais me mettre à piquer un coup de sang, car Dries ne décrit pas l’objet, mais le transforme en un objet plongé dans un monde bien différent puisqu’il est un vrai peintre ». Selon Clément Rosset, « Le privilège du peintre est de rendre parfois sensible la singularité de tout ce qui existe, son étrangeté et sa solitude ». Rejet de l’abstraction, donc, et fidélité à la nature, mais transposée. Fidélité ensuite à quelques maîtres qu’il a connu par les musées (Courbet, Cézanne) ou dans les ateliers (André Favory). Souvenir enfin de sa jeunesse lorraine et de ses excursions dans les forêts meusiennes ; sa palette en portera longtemps les marques : « tons purs où dominent les bleus et les verts. Emploi des terres et du noir ».

### Essai de classement chronologique
Une chronologie de l’œuvre de Dries peut être établie en s’appuyant sur ses rares écrits

#### Œuvres de jeunesse
Jusque dans les années 1930, Dries se cherche encore et la critique, qui remarque déjà son talent, lui reproche parfois de ne pas maitriser la composition, ou de trop céder à l’influence de ses contemporains. Pourtant, ses premières œuvres dénotent déjà une originalité certaine, comme son premier Autoportrait.

#### Choc des premiers voyages
Le contact avec le midi et les lumières du Sud est un choc qui modifie la vision et la manière de l’artiste : « Je retrouve les motifs de Cézanne, qui m’envoûte littéralement ». « Sont-ce mes voyages, l’Espagne, la lumière du Sud ? Je vais avoir le souci d’éclaircir, de réchauffer mes tons ». On peut citer de cette période Le Chemin à Cassis (1933).

#### Phase «impressionniste»
Cette attention portée à la lumière, accentuée par des premiers contacts difficiles avec Honfleur et par le souci, né de la défaite de 1940, de se raccrocher à ce qui est l’art français, mène Dries à une brève expérience influencée par l'impressionnisme. « Dès Lourmarin (1939) […] l’étude des problèmes que pose la lumière dans la peinture de plein-air me rapprocha fatalement des impressionnistes. Je savais que ce n’était qu’une expérience, je m’y suis donné à fond ». De cette période date Le Jardin de Honfleur. Dans son Cahier bleu, Dries ne cite cependant aucun des noms des peintres impressionnistes.

#### «Période Rouge»
Les années 1943-1944 ouvrent dans l’œuvre de Dries une étape originale de la réflexion esthétique. « En mai 1943, j’entreprends ma toile de la Libération que j’intitulerai Paris, 25 août 1944 […] le cerne rouge est très appuyé. Les oranges, les rouges contrastent avec des bleus sombres, le passage est fait par des tons lilas et des verts ». Cette période voit le peintre, à l’instar des fauves, pousser à son maximum l’exaltation de la couleur. C’est un travail « très cérébral, de plastique pure » où parfois, dans l’utilisation des à-plats de couleur de couleurs pures, dans le cerne noir ou rouge, l’artiste retrouve sans doute des souvenirs de son passage à l’atelier Gambut. Cette manière est caractéristique, par exemple, dans Le Paysage dans la colline de 1947. Mais ce travail cérébral, nécessaire sans doute est dangereux : « le travail cérébral qui préside aux arrangements de couleur mène à la décoration et à l’abstraction. Le décoratif est pauvre et artificiel ».

#### Retour au classicisme (1950-1960)
Aussi Jean Dries revient-il à une manière plus classique, au soulagement de certains critiques que la période rouge avait surpris « En août-septembre [1948] un besoin impérieux me pousse à reprendre mes études de paysage sur nature ». La palette s’assagit et voit revenir les verts, les bleus et les terres qui en avaient été écartés durant la période rouge. De cette période de production datent l’essentiel des courses de chevaux, ou des œuvres comme Le Ruisseau de montagne (1960).

#### Retrouvailles avec le Midi (1960-1973)
Avec son installation à Aurel, dans le Vaucluse, pendant les loisirs que lui laisse le musée honfleurais, Dries va renouer avec les couleurs du Midi et éclaircir à nouveau sa palette, mais dans un style apaisé et serein qu’il ne quittera plus jusqu’à sa disparition en 1973. « À présent, la pâte anime le ton, anime la forme aussi, si bien que chez Dries — homme peu pressé — matériaux, couleur, forme, assument une mission d’égale importance ». En témoignent ses dernières œuvres, par exemple Le Plateau d’Albion de 1970. Robert Vrinat écrit : « La structure solide, mais sans rigidité […] le montre disciple d’une pensée Cézanienne, qu’il retrouve avec saveur au voisinage de Friesz et Vlaminck ».

## Expositions
Principales expositions particulières
- 1929 : Paris, escalier de la Comédie des Champs-Élysées.
- 1938 : Paris, galerie Charpentier.
- 1941 : Buenos-Aires (Argentine), galerie Amigos del Arte.
- 1942 : Lisbonne (Portugal), galerie du ministère de la Propagande.
- 1946 : Paris, galerie Durand-Ruel.
- 1947 : Philadelphie (États-Unis), galerie Georges de Braux.
- 1957 : Paris, galerie Katia Granoff.
- 1965 et 1971 : Paris, galerie Paul Ambroise.

Rétrospectives
- 1977 : Honfleur, galerie Braquehaye.
- 1979 : Cologne (RFA), galerie Boisseree am Museum.
- 1983 : musées de Bar-le-Duc et de Honfleur.
- 1988 : Bergen (Pays-Bas).
- 1990 : Lourmarin (Vaucluse).
- 1995 : Honfleur, galerie Arthur Boudin.
- 2005 : Honfleur, musée Eugène-Boudin.

Expositions de groupe
Sociétaire du Salon d’automne et du Salon des indépendants, Jean Dries y a exposé régulièrement à partir de 1928. Invité, il a exposé au Salon des Tuileries, au Salon du dessin et de la peinture à l'eau, au Salon des peintres témoins de leur temps, aux Salons de Honfleur, Asnières, Terres Latines, Comparaisons. Dries a en outre participé à de très nombreuses expositions de groupes, dont :
- 1945 : musée Galliera, Paris, es Peintres français à Londres ;
- 1947 : galerie Georges de Braux, Philadelphie (États-Unis), Still Life ;
- 1953 : galerie Charpentier, Paris, Nu ;
- 1958 : musée national d’Art moderne de Mexico (Mexique) ;
- 1960 : groupe Comparaison, musée Ueno à Tokyo (Japon) et à Saïgon, Bangkok… ;
- 1968 : galerie Schmit, Paris, Tradition française ;
- 1976 : Deauville, Le Fauvisme en Normandie.

### Achats de l'État
- 1930 : Sous-bois dans la Meuse
- 1936 : La Mare de Saint-Michel
- 1936 : La Zone au printemps
- 1938 : La Campagne au matin
- 1938 : Vue sur la Madrague
- 1939 : La Carpe
- 1948 : La Moisson à Francheville
- 1951 : Les Poires sur la table
- 1952 : Nature Morte aux fruits
- 1953 : Le Port de Saint-Tropez
- 1955 : Le Bonheur à Deauville
- 1963 : Le Vallon à Menton
- 1977 : La Nymphette

## Œuvres dans les collections publiques
Argentine
- Buenos Aires, musée national des Beaux-Arts.
- Mendoza, musée de Mendoza[Lequel ?].

France
- Deauville, Espace Gustave Flaubert : Sur la plage à Deauville, 188 × 560 cm.
- Grenoble, musée de Grenoble : Le Bonheur à Deauville.
- Honfleur, musée Eugène-Boudin : fonds d'œuvres de Dries.
- Paris :
  - Fonds municipal d'art contemporain.
  - musée national d'Art moderne :
    - Les Poires sur la table[43] ;
    - Le Port de Saint-Tropez[44].
- Puteaux, Fonds national d'art contemporain.
- Riom, musée Mandet : Nature morte à la clarinette.
- Sceaux, musée du Domaine départemental de Sceaux :  L'Église de Morienval[45].